# Eenheid Landelijke Opsporing en Interventies
De Eenheid Landelijke Opsporing en Interventies (LO) is sinds 1 januari 2024 een van de twee landelijke eenheden van de Nederlandse politie.
De eenheid is samen met de Eenheid Landelijke Expertise en Operaties (LX) ontstaan vanuit een splitsing van de eerdere Landelijke Eenheid (LE). De splitsing is tot stand gekomen naar aanleiding van adviezen van commissie-Schneiders. De Engelse naam voor de eenheid is National Investigations and Special Operations (NIS).

## Aanpak
De LO beschermt en vergroot de veiligheid van Nederland en zijn rechtsorde door (inter)nationale opsporingsonderzoeken naar zware en georganiseerde criminaliteit, terrorisme, buitenlandse inmenging en cybercriminaliteit.
De LO bestrijdt criminele systemen door nationale- en internationale samenwerking. De eenheid intervenieert bijvoorbeeld door op een slimme manier criminele structuren te ontmantelen, criminele vermogens te vinden en criminelen op te sporen en aan te houden. De eenheid onderzoekt, voorkomt, verstoort en houdt aan.

## Diensten
De Eenheid Landelijke Opsporing en Interventies werkt net als de Eenheid Landelijke Expertise en Operaties op nationaal niveau. Op dit moment heeft de eenheid vier diensten:
- Dienst Landelijke Recherche (DLR). De dienst is verantwoordelijk voor de aanpak van de zware criminaliteit en specifieke misdrijven zoals kinderporno, milieucriminaliteit, terrorisme en high tech crime. Daarnaast is de dienst de officiële, nationale opsporingsinstantie als Nederlanders in het buitenland betrokken raken bij een zwaar misdrijf of terrorisme.
- Intelligence LO. Deze dienst speelt een rol bij het leiden en verbeteren van onderzoeken, het bepalen van prioriteiten en het maken van keuzes binnen een politie-eenheid. Ze dragen ook bij aan het begrip van bepaalde verschijnselen en vormen van criminaliteit.
- Afgeschermde Operaties (AO). Verantwoordelijk voor de uitvoer van geheime operaties ter ondersteuning van opsporingsonderzoeken.
- Dienst Speciale Interventies (DSI). Specialistische aanhoudings- en ondersteuningsteams van de politie. Het DSI bestrijdt alle vormen van ernstig geweld en terrorisme. Deze eenheden worden ingezet bij levensbedreigende situaties voor politie of anderen.

De inrichting van de Eenheid wordt omgevormd van Diensten naar Domeinen. Deze omvorming is een gevolg van de aanbevelingen van de commissie-Schneiders.

## Domeinen
De Eenheid Landelijke Opsporing en Interventies krijgt als hoofdstructuur een vijftal domeinen. Deze domeinen werken onderling samen maar zijn elk gespecialiseerd op hun werkterrein en belast met nationale en internationale taken.
Bestaande regionale politieeenheden:
Noord-Nederland ·
Oost-Nederland ·
Midden-Nederland ·
Noord-Holland ·
Amsterdam ·
Den Haag ·
Rotterdam ·
Zeeland - West-Brabant ·
Oost-Brabant ·
Limburg ·
Eenheid Landelijke Expertise en Operaties ·
Eenheid Landelijke Opsporing en Interventies

Voormalige eenheden:
Landelijke Eenheid
Voormalige regiokorpsen:
Politie Groningen ·
Politie Fryslân ·
Politie Drenthe ·
Politie IJsselland ·
Politie Twente ·
Politie Noord- en Oost-Gelderland ·
Politie Gelderland-Midden ·
Politie Gelderland-Zuid ·
Politie Utrecht ·
Politie Noord-Holland-Noord ·
Politie Zaanstreek-Waterland ·
Politie Kennemerland ·
Politie Amsterdam-Amstelland ·
Politie Gooi en Vechtstreek ·
Politie Haaglanden ·
Politie Hollands Midden ·
Politie Rotterdam-Rijnmond ·
Politie Zuid-Holland-Zuid ·
Politie Zeeland ·
Politie Midden- en West-Brabant ·
Politie Brabant-Noord ·
Politie Brabant-Zuidoost ·
Politie Limburg-Noord ·
Politie Limburg-Zuid ·
Politie Flevoland ·